# Bayerische B VII
Die Bayerischen B VII waren Dampflokomotiven der Königlich Bayerischen Staatsbahn.

## Beschreibung
Diese mit Torf befeuerten Maschinen waren die ersten von Krauss an die Staatsbahn in Bayern gelieferten Lokomotiven. Sie glichen den Fahrzeugen der Achsformel B der Großherzoglich Oldenburgischen Staatseisenbahnen, welche, auch bei Krauss entwickelt waren und dort sehr erfolgreich und lange im Betrieb standen.
Die B VII waren mit einem Wasserkastenrahmen und einer Allansteuerung mit Außenzylinder ausgestattet. Sie wurden in ihrer kurzen Laufbahn einmal umgebaut, wobei man den Kesselüberdruck änderte. Die wegen fehlender Vorlaufachse und kurzem Gesamtradstand und rel. großem Raddurchmesser stark zu unruhigem Lauf und zur Entgleisung neigende und beim Personal entsprechend als Böse Sieben verrufenen Lokomotiven wurden 1877 schon nach neun Jahren im Dienst ausgemustert und weiterverkauft. Sie waren mit einem Schlepptender der Bauart bay 3 T 6,7 ausgestattet.